# ZNF75A
ZNF75A (англ. Zinc finger protein 75a) – білок, який кодується однойменним геном, розташованим у людей на 16-й хромосомі. Довжина поліпептидного ланцюга білка становить 296 амінокислот, а молекулярна маса — 34 694.
| 10         |  | 20         |  | 30         |  | 40         |  | 50         |
| ---------- |  | ---------- |  | ---------- |  | ---------- |  | ---------- |
| MYFSQEEWEL |  | LDPTQKALYN |  | DVMQENYETV |  | ISLALFVLPK |  | PKVISCLEQG |
| EEPWVQVSPE |  | FKDSAGKSPT |  | GLKLKNDTEN |  | HQPVSLSDLE |  | IQASAGVISK |
| KAKVKVPQKT |  | AGKENHFDMH |  | RVGKWHQDFP |  | VKKRKKLSTW |  | KQELLKLMDR |
| HKKDCAREKP |  | FKCQECGKTF |  | RVSSDLIKHQ |  | RIHTEEKPYK |  | CQQCDKRFRW |
| SSDLNKHLTT |  | HQGIKPYKCS |  | WCGKSFSQNT |  | NLHTHQRTHT |  | GEKPFTCHEC |
| GKKFSQNSHL |  | IKHRRTHTGE |  | QPYTCSICRR |  | NFSRRSSLLR |  | HQKLHL     |

A: Аланін

C: Цистеїн

D: Аспарагінова кислота

E: Глутамінова кислота

F: Фенілаланін

G: Гліцин

H: Гістидин

I: Ізолейцин

K: Лізин

L: Лейцин

M: Метіонін

N: Аспарагін

P: Пролін

Q: Глутамін

R: Аргінін

S: Серин

T: Треонін

V: Валін

W: Триптофан

Задіяний у таких біологічних процесах, як транскрипція, регуляція транскрипції. 
Білок має сайт для зв'язування з іонами металів, іоном цинку, ДНК. 
Локалізований у ядрі.